# Labium variegator
Labium variegator är en stekelart som först beskrevs av Wilhelm Ferdinand Erichson 1842.  Labium variegator ingår i släktet Labium och familjen brokparasitsteklar. Inga underarter finns listade i Catalogue of Life.